# Centrum Europejskich Studiów Regionalnych i Lokalnych
Centrum Europejskich Studiów Regionalnych i Lokalnych (EUROREG) – interdyscyplinarny ośrodek badawczy oraz dydaktyczny utworzony w 1991 roku, działający w ramach Instytutu Ameryk i Europy (IAiE) na Uniwersytecie Warszawskim. Ośrodek ma siedzibę na kampusie głównym uczelni, w pałacu Uruskich przy ul. Krakowskie Przedmieście 30.

## Historia
Początki Centrum sięgają roku 1977, kiedy w ramach Wydziału Geografii i Studiów Regionalnych Uniwersytetu Warszawskiego utworzono Zakład Gospodarki Przestrzennej pod kierownictwem Antoniego Kuklińskiego. W 1985 zakład uzyskał status Instytutu Gospodarki Przestrzennej. Do 1991 Instytut Gospodarki Przestrzennej pozostawał w strukturach Wydziału Geografii i Studiów Regionalnych. W 1991 na bazie instytutu powołano samodzielną jednostkę pozawydziałową: Europejski Instytut Rozwoju Regionalnego i Lokalnego (skrót: EUROREG). W 2002 zmieniono jej nazwę na Centrum Europejskich Studiów Regionalnych i Lokalnych (pozostawiając skrót EUROREG).
EUROREG jest interdyscyplinarnym ośrodkiem badawczym i dydaktycznym działającym w ramach Instytut Ameryk i Europy (IAiE) na Uniwersytecie Warszawskim, w którego skład wchodzi również Ośrodek Studiów Amerykańskich (OSA).
W latach 1977–1996 centrum w poszczególnych jego wcieleniach instytucjonalnych kierowane było przez prof. Antoniego Kuklińskiego. W latach 1996–2016 centrum kierował prof. Grzegorz Gorzelak. Od 2016 r. dyrektorką Centrum jest dr. hab. Agnieszka Olechnicka.
Od 2000 roku Euroreg jest współwydawcą (wraz z Regional Studies Association – Sekcja Polska) czasopisma naukowego „Studia Regionalne i Lokalne”.
W 2012 r. EUROREG otrzymał nagrodę „Regional Studies Association Institutional Ambassador Award 2012” przyznawaną przez międzynarodowe stowarzyszenie naukowe Regional Studies Association.

## Tematy badań
- Polityka regionalna i lokalna
- Strategie działań samorządów terytorialnych
- Ewaluacje programów finansowanych z funduszy strukturalnych
- Rozwój nauki i technologii, transfer innowacji, regionalne systemy innowacji, potencjał innowacyjny regionów
- Przestrzenny wymiar społeczeństwa informacyjnego
- Turystyczny potencjałem regionów
- Współpraca transgraniczna
- Procesy metropolizacji
- Kulturowe uwarunkowania rozwoju regionalnego
- Kapitał ludzki i społeczny w rozwoju regionalnym
- Rozwój obszarów wiejskich
- Inwestycje zagraniczne
- Rozwój trwały w ujęciu regionalnym

## Dydaktyka
Obecnie EUROREG prowadzi dzienne, dwuletnie magisterskie studia uzupełniające na kierunku Projektowanie rozwoju regionalnego i lokalnego. W przeszłości prowadził studia podyplomowe dla pracowników administracji publicznej:
- Akademia Rozwoju Regionalnego
- Akademia Ewaluacji
- Akademia Oceny Skutków Regulacji
- Akademia Analityka

## Zespół[3]

### Pracownicy
- Prof. zw. dr hab. Janusz Hryniewicz
- Prof. dr hab. Mikołaj Herbst
- Prof. dr hab. Maciej Smętkowski
- Prof. dr hab. Roman Szul
- Dr hab. Agnieszka Olechnicka – dyrektorka EUROREG
- Dr Brett Buttliere
- Dr Dorota Celińska-Janowicz
- Dr Artem Chumachenko
- Dr Tomasz Kupiec
- Dr Kamila Lewandowska
- Dr Jakub Majewski
- Dr Justyna Orchowska
- Dr Adam Płoszaj
- Dr hab. Kacper Pobłocki
- Dr Katarzyna Romańczyk
- Dr Jakub Rok
- Dr Katarzyna Wojnar
- Mgr Piotr Miszczuk
- Mgr Ewelina Przekop-Wiszniewska
- Mgr Ewa Zegler-Poleska

### Byli pracownicy (m.in.)
- Jerzy Paweł Gieorgica
- Zyta Gilowska
- Grzegorz Gorzelak
- Maria Halamska
- Bohdan Jałowiecki
- Stanisław Komorowski
- Antoni Kukliński
- Andrzej Miszczuk
- Paweł Swianiewicz
- Jan Woroniecki